# استیون کرین
استیون کرین (به انگلیسی: Stephen Crane) (زاده ۱ نوامبر ۱۸۷۱ – درگذشته ۵ ژوئن ۱۹۰۰) شاعر و نویسنده آمریکایی بود.

## زندگی
استیون کرین به سالِ ۱۸۷۱ در نیوآرک، نیوجرسی به دنیا آمد. تحصیلات کرین کمتر از نقل مکان او به شهر نیویورک در زندگی‌اش تأثیر داشت. در این شهر بود که به محله‌های پست و کثیف رفت‌وآمد کرد و محله باوه ری و فقر و نکبت آن دستمایه نخستین رمان او، مگی، دختر ولگرد، قرار گرفت.
مگی، دختر ولگرد، که در سال ۱۸۹۳ به هزینه کرین به چاپ رسید، برخی از ویژگی‌های برجسته رمان ناتورالیستی را نشان می‌دهد. کرین پلیدی‌های زندگی تهیدستانه را می‌نمایاند و بر قدرت تعیین‌کننده ارث و محیط تأکید می‌گذارد. با این همه، او شگردی با ناتورالیست‌ها در پیش می‌گیرد؛ شگردی که در آن نمونه‌ها دست‌چین می‌شوند و به گونه‌ای غیرمستقیم ارائه می‌گردند.
کرین در ۱۸۹۵، مجموعه شعر آزاد خود را با عنوان سواران سیاه و سطرهای دیگر انتشار داد. این کتاب تنش‌هایی به دنبال آورد و بدگویی‌های را برانگیخت. اما کرین در اواخر همین سال بود که با انتشار نسخه کامل نشان سرخ دلیری به شهرت رسید. اهمیت این رمان در دقت تولستوی گونه آن در ارائه جزئیات تجربه جنگ است. اما در عین حال تصویری دقیق از هیجانات روانشناسانه به دست می‌دهد. کرین با انتشار این رمان شهرتی جهانی کسب کرد.
در ۱۸۹۶، کرین مادر جورج را منتشر کرد که رمانی همانند مگی اما کم‌اهمیت‌تر از آن است. به دنبال این رمان در همان سال مجموعه داستان هنگ کوچک و بنفشه سوم را انتشار داد. با این همه، موفقیت برای کرین با تنزل قدرت خلاقه او همراه بود. کرین رفته‌رفته به صورت چهره ملی درآمد و بنابراین برای برآوردن خواست‌های عام دست به کار شد. حاصل کار، انتشار شماری داستان کم‌ارزش پیرامون جنگ بود. برخی از زیباترین داستان‌های کرین در همین دوران نوشته شد. در این داستان هاست که استعداد او شکوفا گردید.
منتقدان بر سر این موضوع که کرین را باید رئالیست نامید یا ناتورالیست یا امپرسیونیست، بگومگوی بسیار کرده‌اند. با این همه، هریک از این مکتب‌ها با جنبه‌هایی از آثار کرین متناسب‌اند. مشابهت‌های آشکاری میان مگی و مادر جورج و رمان‌های زولا به چشم می‌خورد. اما کرین خود شیوه کارش را امپرسیونیستی می‌خواند و داستان‌های او که به صورت رشته‌ای احساسات و ادراکات زودگذر جلوه می‌کنند، تأییدی بر این مدعاست.
جای دادن کرین در مکتب با نهضتی خاص، نادیده انگاشتن سرشت اساسی دستاوردهای اوست. جهان کرین، جهان اتفاقی است، جهان رویدادهای تصادفی و رخدادهای پیش‌بینی‌نشده است. تجربه در آثار او تصادفی و عاری از طرح است. کرین شگردی روایی را در آثارش به کار می‌گیرد که با این بینش او انطباق دارد. او طرح، زنجیره علت و معلول آن و توالی منظم رویدادها را به کناری می‌افکند و ساختمان اثر را از رویدادهای فرعی بنا می‌کند. از موضوع‌های مخاطره‌آمیز به سرعت می‌گذرد و رویدادهای فرعی را برجسته ارائه می‌دهد. موضوع‌های نامنتظر و غریب، به صورت امور واقع در می‌آید و چیزهای پیش پا افتاده شگفتی‌آور می‌شوند. حاصل اجتناب‌ناپذیر چنین شگردی آن است که چهره‌ای از آدم داستان پرداخته می‌شود که در برابر دگرگونی‌های جهان هوس‌باز، پناهی ندارد و بیش از آنکه بازیگر باشد، قربانی است. نتیجه این شیوه ارائه طنز است؛ طنزی که آماجش حالات آدم‌هاست که تلاش می‌کنند تا در میان آشفتگی‌های زندگی خویش، غرور یا وقار یا اعتماد به نفس خود را برهانند.
تمایلات ضدقهرمانی بسیاری از آثار کرین، بخشی از جریانی در داستان آمریکایی قرن نوزدهم است که واکنشی بر ضد رمانتیسم و ایدئالیسم به شمار می‌آید. با این همه، رمانتیسمی که کرین بر آن می‌شورد، در سرشت او نهفته است و آثار او به کلی عاری از رمانتیسم نیست. این موضوع، بعدها هنگامی که اصول عقاید خود را اعلام داشت، روشن‌تر شد.
تأثیر کرین در آثار هنرمندانی چون جوزف کنراد، ویلا کاتر، تئودور درایزر، کارل سندبرگ و شروود اندرسن مشهود است. اما نویسنده‌ای که بیش از هر کس مدیون اوست، کسی جز ارنست همینگوی نیست. سبک عریان، موجز و پرمایه همینگوی، توانایی او در القای روشن عقاید تأثیرهای ساده، همه مرهون کرین‌اند.

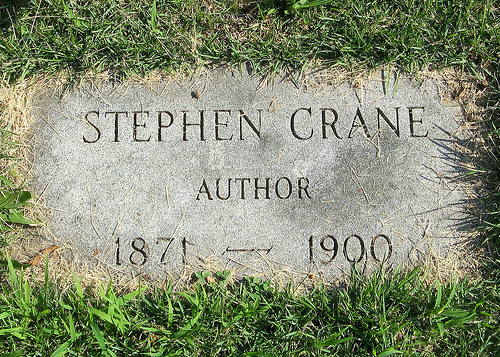

دوران کوتاه عمر ۲۸ ساله او، سراسر پر از رنج و آلام و بیماری بود. کوشش مداوم او در راه خبرنگاری به جایی نرسید و با شکست‌های فراوان رو به رو شد. اندیشه‌های بلند و سلیقه خاص او در داستان‌نویسی مورد پسند روزنامه‌نگاران و ناشرین قرار نگرفت و از طرفی ضعف جسمانی و بیماری مداوم او نیز مزید بر علت شد. سرانجام بیماری، او را در غربت و دور از وطن، از نعمت حیات محروم ساخت.
کرین، شهرت خود را در ادبیات آمریکا بیشتر مدیون کتاب نشان سرخ دلیری است. مطالب این کتاب که بر صحنه‌های هیجان‌انگیز و تکان‌دهنده جنگ‌های داخلی آمریکا دور می‌زند، او را در میان داستان‌سرایان جوان آمریکا انگشت‌نما کرد. او با نگارش این کتاب و داستان‌های جالب و کوتاه دیگری که در صدر فهرست آن‌ها عنوان «زورق بی حفاظ» قرار دارد، مقام شامخی در بین نویسندگان دنیای نو احراز نمود. کرین به سال ۱۹۰۰ در سن ۲۸ سالگی چشم از جهان فروبست.

### رمان‌ها
- مگی، دختر ولگرد
- نشان سرخ دلیری
- مادر جورج
- خدمت فعال

### مجموعه داستان‌های کوتاه
- هنگ کوچک
- قایق روباز (The open boat)
- هتل آبی (The blue hotel)
- عروس به یلواسکای می‌آید (The bride comes to yellow sky)
- هیولا (رمان کوتاه) (The monster)
- داستان‌های ویلومویل
- زخم‌ها در باران

### اشعار
- سواران سیاه و سطرهای دیگر
- جنگ مهربان است (جنگ دوستانه)

## ترجمه‌ی آثار به فارسی
۱. «کشتی‌شکسته‌ها» (= قایق بی‌حفاظ / قایق روباز) (داستان کوتاه) در کتابِ کشتی‌شکسته‌ها، ترجمه‌ی ابراهیم گلستان.
۲. نشان سرخ دلیری (رمان)، ترجمه‌ی غفور آلبا.
۳. سواران سیاه (مجموعه شعر)، ترجمه‌ی محمدرضا ضیغمی.
۴. هتل آبی (داستان کوتاه)، ترجمه‌ی علی جعفری. 
۵. عروس به یلواسکای می‌آید (داستان کوتاه)، ترجمه‌ی علی جعفری.
۶. مَگی: دختر خیابانی (رمان کوتاه)، ترجمه‌ی سارا وظیفه‌شناس.